# NADPH
Nicotinamide adenine dinucleotide phosphate, viết tắt NADP+ hoặc, theo ký hiệu cũ hơn, TPN (triphosphopyridine nucleotide), là một đồng yếu tố được sử dụng trong các phản ứng đồng hóa, như tổng hợp lipid và axit nucleic, cần NADPH làm chất khử.
NADPH được sản xuất nhờ NADP+. NADP+ khác với NAD+ ở chỗ có sự có mặt của một nhóm phosphat bổ sung ở vị trí 2 của vòng ribose mang chất adenine.

## Ở thực vật
Trong các sinh vật quang hợp, NADPH được tạo ra bởi ferredoxin-NADP + reductase ở bước cuối cùng của chuỗi electron của các phản ứng ánh sáng của quang hợp. Nó được sử dụng làm chất khử cho các phản ứng sinh tổng hợp trong chu trình Calvin để đồng hóa carbon dioxide. Nó được sử dụng để giúp biến carbon dioxide thành glucose. Nó cũng cần thiết trong việc khử nitrat thành amonia để đồng hóa thực vật trong chu trình nitơ.

## Ở động vật
Nguồn chính của NADPH ở động vật và các sinh vật không quang hợp khác là con đường pentose phosphate.
Tuy nhiên, có một số cơ chế tạo NADPH ít được biết đến khác, tất cả đều phụ thuộc vào sự hiện diện của ty thể. Các enzyme chủ chốt trong các quá trình này là: enzyme malic liên kết với NADP, isocitrate dehydrogenase liên kết với NADP, glutamate dehydrogenase liên kết với NADP và transhydrogenase nicotinamide. Cơ chế isocitrate dehydrogenase dường như là nguồn chính của NADPH trong chất béo và có thể cả tế bào gan. Ngoài ra, trong ty thể, NADH kinase tạo ra NADPH và ADP, sử dụng NADH và ATP làm cơ chất.